# Cabimbú (paroisse civile)
Pour les articles homonymes, voir Cabimbú.
Cabimbú est l'une des six paroisses civiles de la municipalité d'Urdaneta dans l'État de Trujillo au Venezuela.